# The Quarterly Review
The Quarterly Review (en français : la « Revue trimestrielle ») est une revue créée par John Murray, éditeur londonien, en mars 1809 (bien qu'on trouve en page de titre la date de février), dans le cadre d'une rivalité avec The Edinburgh Review, qui domine depuis sept ans et exerce, selon lui, une influence néfaste sur l'opinion publique ; dans cette entreprise, il est secondé par George Canning, Robert Southey et Walter Scott, que l’Edinburgh Review a offensé par sa critique de Marmion. Elle a été fondée pour défendre les vues des partisans conservateurs de Canning en faveur de l'Église et de l'État. Son premier rédacteur en chef est William Gifford, et elle bénéficie de contributions, outre celles de Southey et Scott, de toutes les célébrités littéraires les plus capables du camp tory, dont le plus ardent et plus régulier est John Wilson Croker.

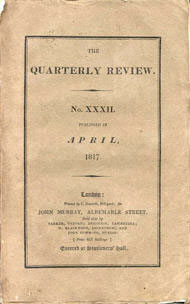
Jaquette du Quarterly Review

Sous Gifford, le journal défend la position libérale-conservatrice prônée par Canning en matière de politique intérieure et étrangère. Il s'oppose à la réforme politique, mais soutient l'émancipation des catholiques, l'abolition progressive de l'esclavage et la libéralisation du commerce. Dans une série d'articles brillants, dans ses pages, Southey a préconisé une philosophie progressiste de réforme sociale.
L'un des articles les plus connus de la Quarterly est une cinglante critique de l'Endymion de John Keats. Shelley et Byron ont accusé, à tort, cet article d'avoir provoqué la mort du poète, qui était gravement malade. Cette affirmation se retrouve au début du Duc de l'Omelette, conte d'Edgar Poe. On a longtemps cru qu'il avait été écrit par Gifford, mais il est apparu, plus tard, que c'était l'œuvre de Croker.
L'un des auteurs italiens les plus importants de l'époque, Ugo Foscolo, a également écrit pour cette revue.
Reflétant les divisions internes au parti tory, sous son troisième rédacteur, John Gibson Lockhart, la revue perd en cohérence par rapport à la philosophie politique qu'elle a embrassée. Tandis que Croker continue à représenter les partisans de Canning et de Peel, l'aile libérale du parti, il offre une place pour l'expression des vues les plus conservatrices, qui s'expriment autour de Lord Eldon et Wellington. La publication de la Quarterly Review s'interrompt en 1967.

## Rédacteurs duXIXesiècle
- William Gifford (février 1809 – décembre 1824. Vol. 1, numéro 1 – Vol. 31, numéro 61)
- John Taylor Coleridge (en) (mars 1825 – décembre 1825. Vol. numéro , numéro 62 – Vol. 33, numéro 65)
- John Gibson Lockhart (mars  1826 – juin 1853. Vol. 33, numéro 66 – Vol. 93, numéro 185)
- Whitwell Elwin (en) (septembre 1853 – juillet 1860. Vol. 93, numéro 186 – Vol. 108, numéro 215)
- William Macpherson (octobre 1860 – janvier 1867. Vol. 108, numéro 216 – Vol. 122, numéro 243)
- William Smith (avril 1867 – juillet 1893, Vol. 122, numéro 244 – Vol. 177, numéro 353)
- John Murray IV (octobre 1893 – janvier 1894. Vol. 177, numéro 354 – Vol. 178, numéro 355)
- Rowland Prothero (avril 1894 – janvier 1899. Vol. 178, numéro 356 – Vol. 189, numéro 377)
- George Prothero (avril 1899 – octobre 1900. Vol. 189, numéro 378 – Vol. 192, numéro 384)[2]